# Club Jazz 6
Club Jazz 6 är ett splitalbum med de svenska grupperna Kustbandet och Arbete & fritid, utgivet på SR Records 1972 (skivnummer RELP 1149 SR). Skivan spelades in live samma år på Uppsala Stadsteater. Arbete & fritids bidrag utgavs senare på CD-utgåvan av bandets självbetitlade album Arbete & fritid (1973).

## Låtlista
A (Kustbandet)
1. "Song of Swanee – 4:05
2. "Saratoga Shout" – 3:35
3. "I Want a Little Girl" – 6:00
4. "I'm Crazy About My Baby" – 3:53
5. "I've Found a New Baby" – 3:48
6. "Sign" – 0:15

B (Arbete & fritid)
1. "Ostpusten-Västpusten" – 19:20

## Medverkande
Arbete & fritid
- Tord Bengtsson – violin, elbas
- Bengt Berger – slagverk
- Torsten Eckerman – trumpet, elorgel
- Ove Karlsson – cello, elgitarr, sång
- Roland Keijser – saxofon, trumpet
- Bosse Skoglund – trummor
- Kjell Westling – fiol, saxofon

### Fotnoter
1. ↑  ”Club Jazz 6”. Progg.se. Arkiverad från originalet den 21 augusti 2010. https://web.archive.org/web/20100821131451/http://www.progg.se/band.asp?ID=11&skiva=1285. Läst 4 september 2012.